# Свещен Граал
Свещеният Граал символизира в християнството съда с кръвта на Исус. Той е сред най-важните оръдия на страстта.
| „ | И като взе чашата и благодари, даде им и рече: пийте от нея всички; защото това е Моята кръв на новия завет, която за мнозина се пролива за опрощаване на грехове. И казвам ви, че отсега нататък няма да пия от тоя лозов плод до оня ден, когато с вас ще го пия нов в царството на Отца Си. | “ |

 (Мат. 26:27 – 29)

Предходно, на сватбата в Кана, Исус извършва първото чудо, превръщайки водата във вино за продължаване на тържеството. По време на разпятието Христово, преди да бъде качен на Кръста: 
| „ | Заведоха Го на мястото Голгота, което значи: лобно място. И даваха Му да пие вино със смирна, ала Той не прие. | “ |

 (Марк. 15:22 – 23)

## Развитие
В християнството Свещеният Граал е чаша, купа, потир или друг съд, от който за първи и последен път в живота си пие Иисус Христос по време на Тайната вечеря. По-късно е използвана от Йосиф от Ариматея, който е събрал последните капки кръв, след разпятието, когато го погребвал, и отнесъл Граала във Великобритания, където бил пазен. Темата за търсенето на митичния предмет е включена в християнизираните Артурови митове, появявайки се първо в трудове на Кретиен дьо Троа. Има други легенди в които се твърди, че Крал Артур на „Камелот“ е намерил „Златния граал“ или така наричания от тогавашните англичани „Бокал на живота“. Много стари писмени източници в Английския архив ни разказват легенди в които се твърди, че крал Артур е бил погребан в подземията на Камелот заедно с всички други негови рицари. Тогава „Свещения Граал“ се намирал в Камелот. Вярва се, че Артур носел Граала до сетния си час. Друга легенда за която историците имат някакво по-сериозно доказателство е, че Артур е умрял на брега на езерото Авелон, потънал там заедно със „Свещения Граал“. Други смятат, че великия магьосникът Мерлин (верен съюзник на Крал Артур) го е унищожил, поради неизяснени обстоятелства за нас.
Развитието на легендата за Граала е проследено в детайли от историците: това е готическа легенда, появила се първоначално под формата на рицарски романси, вероятно произтичаща от предихристиянски легенди в късните 12 и 13 век По-ранните писания за Граала са относно Пърсивал.
Романите за Граала започват съществуването си от Франция, като по-късно са преведени на различни европейски диалекти. Малко на брой не-френски романи добавили нови важни елементи към историята на предмета.

## Произход на Граала

### В началото
Граалът носи различна символика в различните писания, но най-често героят трябва да се докаже, за да е негов. В ранните истории незрялостта на Пърсивал му пречи да изпълни каквото му е предрекла съдбата и трябва да израсне духовно преди да намери Свещения Граал отново. По-късно е символ на божата милост.

### По-ранни форми
За произхода на Граала има две течения. Първото, водено от Роджър Шърман Луумис, Алфред Нът и Джеси Уестън, счита, че той води началото си от келтска митология и фолклор. Лумис намира паралелност между Средновековната уелска литература и ирландски писания и романсите за Граала, включително сходства между героя Бран от сборника „Мабиногион“ и другия герой от легендите за крал Артур – Краля на рибарите. Други легенди представят Граала като поднос или чиния, символизиращи необикновена сила или изпитание за героя. Понякога тези съдове произвеждат несвършващо количество храна, дори съживяват мъртвите или решават кой да бъде следващия крал (тъй като единствено истинският наследник може да ги държи).
Според другото течение Граалът е само християнски символ. Например Джоузеф Гьоринг от университета в Торонто е открил извори с художествени образи на митичния съд – стенни рисунки от 12 век в църкви, разположени в каталунските Пиренеи (повечето фрески са преместени в музея „Museu Nacional d'Art de Catalunya“ в Барселона), които представят Дева Мария, държаща бокал, от който излизат огнени лъчи. Тези образи предшестват писмените трудове на Кретиен дьо Троа. Гьоринг твърди, че те са подбудата за легендата за Граала.
Нова теория е, че по-ранните истории за Граала са всъщност подкрепа за католическия сакрамент за Светото причастие. Въпреки че извършването на Светото причастие започва в първите векове след н.е., католическата църква му придава официалност и мистичност по времето, когато се появяват и легендите за Граала. Тази теория се подкрепя от факта, че символът на Граала е явление в западноправославната църква.
Повечето учени днес считат, че и християнските, и келтските традиции имат принос за развитието на легендата, въпреки че много факти, базирани на келтските писания, са опровергани (самият Луумис отхвърля трудовете на Уестън и Нът). Като цяло централната тема е християнска, макар и не напълно религиозна, но обстановката и художествените образи от ранните рицарски романси са извлечени от келтите.

### Етимология на думата „граал“
Думата „граал“ (graal – първоначален запис) е старофренски вариант (grial) на латинската дума gradalis – съд, носен на масата по различно време на храненето. Според католическата енциклопедия, след като отшумява популярността на рицарските романси, писателите в късното Средновековие погрешно го свързват и наричат sangreal (grial – „Свещен Граал“, а sang rial – „кралска кръв“). Тази грешка води до по-модерни теории и връзки с други конспирации.

## Литературно начало

### Кретиен дьо Троа
Граалът е първо включен в Perceval, le Conte du Graal написана от Кретиен дьо Троа, твърдящ, че използвал книга за източник дадена му от неговия покровител – фландарския граф Филип. В тази незавършена поема датираща от 1180 – 1191 предметът не е придобил светостта, приписана му в по-късни творби. Вечеряйки в дома на Краля на рибарите, Пърсивал наблюдава чудно шествие от младежи, които носят великолепни съдове от една стая в друга и му ги подават по време на всяко ново ястие. Първо идва един младеж с кърваво копие, а след него друг – с голям разклонен свещник. Накрая красиво младо момиче се появява с претенциозно украсена чаша (graal).
Пърсивал, който е предупреден да не говори прекалено много, остава тих през цялото време и се събужда сам на следващата сутрин. По-късно разбира, че ако бил задал уместните въпроси относно това, което видял, е щял да излекува осакатения си домакин.
Кретиен счита предмета не за „Свещен Граал“, а за un graal, тоест думата е била употребявана и преди в литературен контекст като нарицателно име. За дьо Троа Граалът бил някаква дълбока чиния или купа сама по себе си интересна не защото съдържала щука, сьомга или минога, както биха очаквали читателите, а нафора – за сакатия баща на Краля на рибарите.

### Робер дьо Борон
Въпреки че разказът на Кретиен дьо Троа е най-ранният и най-влиятелният от всичките текстове за митичния съд, трудовете на Робер дьо Борон са причината от обикновена чаша или чиния Граалът да стане „Свещения Граал“ и да бъде приет като такъв от съвременните читатели. В рицарския си роман, създаден между 1191 и 1202, „Йосиф от Ариматея“ Робер разказва историята на Йосиф от Ариматея, сдобил се с бокал от Тайната вечеря, в който събирал капките кръв на Исус след свалянето му от кръста. Йосиф е хвърлен в затвора, където Христос го посещава и му разяснява тайнствата на свещената чаша. Когато е освободен, бившият затворник събира сватовете си и други последователи, с които заминава на запад, където основава династия от пазачи на Граала (която вероятно включва Пърсивал).

### В друга ранна литература
След това писанията за Граала се разделят на две. Първите са относно Крал Артур и неговите рицари, които са в търсене на митичния предмет. Другите засягат историята на Граала по времето на Йосиф от Ариматея.
Деветте най-важни творби за Граала от първата група са:
- The Perceval на Кретиен дьо Троа
- Четири продължения на поемата на дьо Троа на автори с различни разбирания и талант, създадени, за да я довършат
- Германската „Парцифал“ на Волфрам фон Ешенбах, в която е включена темата за светостта въведена от дьо Борон, но в рамките на историята на Кретиен
- The Didot Perceval, наречена така след първоначалния собственик на ръкописа, явява се продължение на „Йосиф от Ариматея“ под формата на проза
- Уелският романс Peredur включен в „Мабиногион“ базиран на историята на дьо Троа, но със забележими разлики
- Perlesvaus, наречен „най-малко каноничен“ заради различното си естество
- Германският Diu Crône, в който Гауейн, а не Пърсивал се сдобива с Граала
- Частта за Ланселот в обширната книга Vulgate Cycle, представящ нов герой свързан с Граала – Галахад
- The Queste del Saint Graal, друга част от Vulgate Cycle, включваща приключенията на Галахад и Граала

От втората група:
- „Йосиф от Ариматея“ на Робер дьо Борон
- The Estoire del Saint Graal, първата част на Vulgate Cycle, но писана след Lancelot и Queste), базирана върху историята на Робер, но с много повече детайли

Въпреки че повечето от тях имат за първоначален писмен извор творбите на Кретиен дьо Троа, те съдържат детайли от предания, които не са споменати от него и следователно е вероятно да цитират други източници.

## Идеология на Граала
Както е посочено по-горе, според описанието на Кретиен дьо Троа Граалът бил купа или чиния. Други автори имали собствени идеи за него. Робер дьо Борон го описва като съд от Тайната вечеря. В „Парцифал“ Волфрам фон Ешенбах цитира източник (вероятно измислен) – Киот, който твърдял, че Граалът бил камък паднал от небесата и бил светиня за ангелите, които не взели страна, когато Луцифер въстава. Авторите на Vulgate Cycle използват предмета като символ на божията благосклонност. На Галахад, извънбрачният син на Ланселот и пазителката на Граала Елейн, му е предвещано да се сдобие със свещения предмет, като неговата духовна чистота му помага да стане дори по-добър войн от прочутия му баща. Идеята за Галахад и Граала е въведена през 15 век от Томас Малори в „Смъртта на Артур“.
Различни възгледи за Свещения Граал са широко разпространени в западните страни (най-вече във Великобритания, Франция и Америка), популяризирани от многобройни средновековни и съвременни творби и свързани с англо-френския цикъл от истории за Крал Артур и неговите рицари (но също така има и немско влияние). Поради голямото разпространение, много американци и западноевропейци считат, че идеята за Граала е всеобщо известна.
Историите за Граала обаче липсват напълно във фолклора на страните, където се изповядва източноправославната религия (араби, румънци, гърци и др.). Същото се отнася и за всички Артурови митове, непознати на изток от Германия до появата на съвременните холивудски версии. В страни като Испания или тези от Латинска Америка легендата за митичния съд също не е популярна, въпреки че са католически страни. Възгледите върху Граала, важността и забележителността му са част от идеологията, която в основата си е местна и специфична, тъй като е свързана с католически или бивши католически места, келтската митология и англо-френското разказвачество. Съвременното широко разпространение на тези идеи се дължи на огромното влияние върху поп културата на страните, където легендата за Граала била видна през Средновековието.
Някои настояват Свещения Граал да се счита за нещо различно, дори и исторически, от свещения предмет свързан с Исус по времето на Тайната вечеря. Объркването между двете вече е практика.

## По-късната легенда
Вярата в Граала никога не е спирала. Право на собственост се отдава на различни групи, включително и на Тамплиерите. Има чаши, за които се твърди, че са в различни църкви, включително и в катедралата във Валенсия. Изумрудената чаша в Геноа е придобита по време на кръстоносните походи в Алепо на висока цена, но не е толкова популярна след инцидент, когато на връщане от Париж при капитулацията на Наполеон се разкрива, че изумруденото покритие е всъщност зелено стъкло.
В историята на Волфрам фон Ешенбах Граалът е пазен в замъка Мунсалвеше, поверен на Титурел, първия граалски крал. Някой, най-вече монасите от Монтсерат, са индентифицирали замъка с истинския храм в Монтсерат в Каталуния, Испания. В други истории се твърди, че Граалът е заровен под Рослинския параклис или около Гластънбъри Тор.

## ПрезВтората световна война
Аненербе – нацистка мистична и езотерична организация създадена от Хайнрих Химлер включва изследователска група, която издирва в катарския замък край Монсегюр  „Свещеният Граал“, който бил уж скрит тук от катарите преди унищожаването им.

## В киното и телевизията
- В епизод от научнофантастичния сериал Вавилон 5, носещ името „Граал“, се появява мистериозен странник, прекарал целия си живот в търсене на митичната чаша. Въпреки че екипажът на станцията го смята за луд, посланик Делен от расата Минбари е въодушевена от неговата работа.
- В „Индиана Джоунс и последният кръстоносен поход“ главният герой преживява невероятни приключения, търсейки баща си, който се е загубил, докато издирвал Свещения Граал. Той намира Граала, за да спаси баща си, но отново той е загубен.
- В „Шифърът на Леонардо“ цялата история се върти около Граала.
- „Библиотекарят: Проклятието на бокалът на Юда“, 2008 г.
- „Монти Пайтън и Светия граал“